# Kaskadien-Erdbeben von 1700

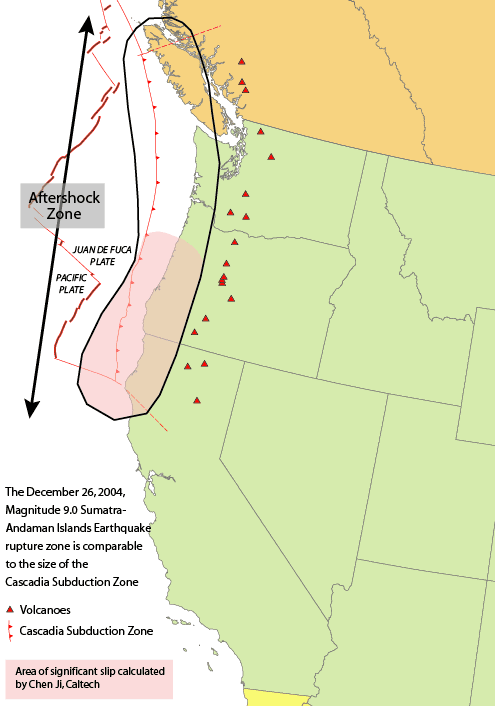
Tektonische Zonen

Das Kaskadien-Erdbeben von 1700 ereignete sich am 26. Januar 1700 vor der Westküste Nordamerikas in der Cascadia-Subduktionszone. Die Stärke auf der Richter-Skala betrug etwa 8,7 bis 9,2. Der ausgelöste Tsunami erreichte Japan, ohne dass dort vorher die Erde bebte. Die Japaner verzeichneten dieses Ereignis ohne erkennbare Ursache als „Waisen-Tsunami“ und hielten das exakte Datum fest. Maßgeblich für die Klärung der Zusammenhänge waren die Geologen Brian Atwater und Kenji Satake.
Über die Zahl der Opfer gibt es aufgrund fehlender Aufzeichnungen keine gesicherten Informationen. Der vom Beben verursachte Tsunami traf mit Anbrandungshöhen von schätzungsweise bis zu 20 Metern auf die Küsten der heutigen US-Bundesstaaten Washington und Oregon sowie des heutigen British Columbia. Dabei wurden zahlreiche Dörfer der indianischen Urbevölkerung beziehungsweise der First Nations zerstört, so starben beispielsweise durch den Tsunami rund 600 Angehörige des Stammes der Huu-ay-aht alleine im Dorf Anacla auf Vancouver Island. Insgesamt muss von mehreren tausend Opfern ausgegangen werden. 
Nach neueren Forschungen ist die Wiederkehrfrist dieses Erdbebens kürzer als zuvor angenommen. Chris Goldfinger, Direktor des Active Tectonics and Seafloor Mapping Lab an der Oregon State University hat anhand von Untersuchungen unterseeischer Erdrutsche festgestellt, dass sich in den letzten zehntausend Jahren 20 Erdbeben mit einer Magnitude von mehr als 9,0 und weitere 18 Erdbeben mit einer Magnitude von 8,0 bis 8,5 ereignet haben. Statt von einer Wiederkehrdauer von 500 Jahren ereignen sich derartige Erdbeben vor der Küste von Oregon und Washington alle 300 bis 350 Jahre. Rob Witter vom Oregon Department of Geology ging 2009 davon aus, dass sich bis zum Jahr 2060 mit einer Wahrscheinlichkeit von 10 bis 14 % ein extremes Erdbeben in der Subduktionszone vor Oregon und Washington ereignen wird, das an der Küste Oregons und Washingtons einen Tsunami mit einer Höhe von 24 bis 30 m erzeugt.